# Convention internationale OSPAR
- États parties
- Autres États membres de l'Union européenne

Convention d'Oslo sur la pollution marine
Convention de Paris sur la pollution marine d'origine tellurique
La Convention pour la protection du milieu marin de l'Atlantique du Nord-Est ou Convention OSPAR (OSPAR pour « Oslo-Paris ») définit les modalités de la coopération internationale pour la protection du milieu marin de l'Atlantique du nord-est. Elle est entrée en vigueur le 25 mars 1998, et remplace les Conventions d'Oslo de 1972 (traitant de la prévention de la pollution marine) et la convention de Paris de 1974 (traitant des rejets de substances d’origine tellurique). Elle vise à prévenir et éliminer la pollution marine résultant des activités humaines en Atlantique Nord-Est afin d’en protéger les écosystèmes et la diversité biologique.
OSPAR intègre un groupe « biodiversité » qui a notamment travaillé sur le problème des séquelles maritimes de guerre, et en particulier les problèmes posés par les nombreux sites de munitions immergées. Il a aussi fixé pour les parties prenantes un objectif pour 2010 qui est l'établissement d'un « réseau cohérent d'aires marines protégées » (AMP).

## Parties contractantes

Carte de la zone OSPAR.

Sont parties à la convention OSPAR:
- Allemagne
- Belgique
- Danemark
- Espagne
- Finlande
- France
- Irlande
- Islande
- Luxembourg
- Norvège
- Pays-Bas
- Portugal
- Royaume-Uni
- Suède
- Suisse
- Union européenne

## Champ d'application territorial
La convention s'applique à un espace marin d'une superficie de 13,5 millions de kilomètres carrés, correspondant à 4 % des océans de la planète. Les eaux intérieures et les eaux territoriales des parties contractantes, ainsi que leurs zones contiguës respectives. La convention s'applique également à la zone économique exclusive mais surtout à la haute mer et aux grands fonds marins. Certaines aires marines protégées se trouvent donc en dehors de l'espace sous la souveraineté des parties contractantes.

## Bilan de santé de l'Atlantique Nord-Est
En 2023, après celui de l'an 2010, puis de 2010, le Bilan de santé (OSPAR/QSR 2023) a été publié (dont en français) ; il s'agit de l'évaluation (pour aide à la décision) la plus complète de l'ensemble de l'Atlantique du Nord-Est, réalisées collaborativement avec les 16 Parties contractantes à la Convention OSPAR et plus de 400 scientifiques, des experts, instituts, etc.. En outre, 37 évaluations complémentaires d'indicateurs, et des résumés de 66 autres évaluations en français ont aussi été publiés, avec un rapport interactif des principales conclusions.  

## Munitions anciennes immergées en mer
Après les guerres, dans l'urgence de la reconstruction, un grand nombre de munitions non explosées, chimiques parfois, ont été jetées en mer. Puis ces rejets ont été interdits, dont par la Convention Ospar (qui interdit notamment de toute immersion délibérée de déchets ou substances dangereuses en mer). 
Concernant les munitions immergées — principalement des obus et armes chimiques datant des deux guerres mondiales — la Commission OSPAR a reconnu leur danger pour l'environnement et la sécurité humaine. Elle a mis en place un cadre de notification (Recommandation 2003/2) pour recenser, à partir des archives militaires et civiles disponibles et ouvertes, les sites d'immersion et les rencontres avec ces munitions, révélant plus de 140 sites entre l'Islande et Gibraltar. Des lignes directrices ont été élaborées, en lien avec les États-membres, pour informer les pêcheurs (et certains opérateurs tels que poseurs de câbles sous-marins, entreprises chargées de construire des éoliennes offshore ancrées sur le fond marin, etc.) sur les risques et les conduites à tenir. 
Face à l'ampleur des stocks, à leur dangerosité et aux très faibles capacités de traitement des quelques installations de démantèlement/destruction disponibles dans le monde, OSPAR a recommandé de laisser les munitions sur le fond marin — sauf danger immédiat — tout en encourageant la recherche sur leurs effets écologiques et de leur corrosion, notamment pour ce qui concerne les agents toxiques des munitions chimiques. La Commission poursuit également la collecte de données et la coopération entre États pour limiter les risques liés à ces séquelles maritimes de guerre.
En France (pays dont la façade maritime, étendue, comprend la plus grande partie des dépôts répertoriés en Europe : dans le cadre de la réponse du pays aux obligations de la Convention internationale sur l'interdiction des armes chimiques, a construit une usine baptisée SECOIA (acronyme de Site d'Élimination des Chargements d'Objets Identifiés Anciens), chargée de détruire en toute sécurité les anciennes munitions non explosées (200 à 300 types de munitions différentes), chimiques notamment, principalement issu de la Première Guerre mondiale. Le projet SECOIA, officiellement lancé en 1997 pour répondre aux engagements de la France dans le cadre de la Convention sur l'interdiction des armes chimiques a connu des retards : Initialement prévu pour être opérationnelle en 2008, l'entrée en service du site a été repoussée à plusieurs reprises, suite notamment à la résiliation du premier marché conclu en 2003. Après un changement de maître d'œuvre, le chantier a connu de nouveaux ajustements, conduisant à une mise en service effective en septembre 2020, soit avec environ 15 ans de retard. Située à Mailly-le-Camp dans l'Aube, l'usine est gérée par l'Agence nationale pour la gestion des déchets radioactifs (ANDRA) et dispose d'une capacité théorique de traitement de seulement environ 20 tonnes/an de munitions chimiques, extensible à 42 tonnes/an de 42 tonnes de munitions chimiques par an, pour un stock estimé à 355 tonnes de stockage terrestre et en commençant, en priorité par la destruction de munitions allemandes arsénisées, puis d'autres munitions françaises et anglaises, ou des munitions déformées issues de stock terrestres ou de découvertes récentes. 
En 2025, le Comité des substances dangereuses et de l'eutrophisation (HASEC) de la Convention OSPAR s'est réuni à La Défense, Paris, pour faire le point sur la surveillance et la gestion des polluants marins. Le groupe MIME y a présenté son rapport annuel 2024, intégrant plus de 24 000 séries de données sur les substances dangereuses dans les biotes et les sédiments (PFAS notamment). Des outils de visualisation et des collaborations avec le centre français Mercator Océan et le centre européen Copernicus ont été discutés pour améliorer la qualité des données sur l'eutrophisation (les douilles des munitions anciennes immergées, dont celles de balles et obus, ainsi que le contenu des torpilles anciennes contiennent pour la plupart des nitrates comme explosif principal, or les nitrates sont de puissants eutrophisants et dystrophisants, et les phénomènes de pullulation d'algues vertes sur les littoraux augmentent régulièrement),. Un nouveau guide de surveillance des nutriments a été proposé, et des tâches ont été ajoutées au plan stratégique NEAES (North-East Atlantic Environment Strategy, soit en français : Stratégie environnementale pour l'Atlantique du Nord-Est, qui est le cadre stratégique adopté par la Commission OSPAR pour guider les actions de ses Parties contractantes jusqu'en 2030, en vue de protéger le milieu marin face aux défis du changement climatique, de la perte de biodiversité et de la pollution), notamment sur l'adaptation au changement climatique et la présence de composés énergétiques (détonnateurs, explosifs) issus de munitions immergées,.

### Radioélements, radioactivité
Il existe un programme OSPAR de surveillance des substances radioactives en mer. Il est basé sur la collecte de données relatives à quelques émetteurs alpha (« total alpha »), et à des émetteurs bêta (« total bêta », hors tritium) et radionucléides divers — utilisés comme outils réglementaires pour le suivi des rejets et l'analyse des tendances temporelles. Ce programme est mis en œuvre et suivi par un Comité des Substances Radioactives (RSC), qui vise une réduction des rejets radioactifs en mer, conformément à l'engagement de 1996 d'atteindre d'ici 2020 des niveaux de concentration « comparables aux valeurs historiques ». En vertu de la Stratégie environnementale pour l'Atlantique du Nord-Est 2030, le secteur nucléaire, soumis à l'Accord 2013-10, doit produire chaque année un rapport, évalué par un groupe d'experts puis publié avec d'autres rapports d'analyse. 
La dernière évaluation de moyen terme a couverte la période 1995-2018 ; elle a conclu (via des tests statistiques) à une diminution progressive et significative des rejets, tant au niveau global que par sous-secteur nucléaire et par pays. 
Dans le cadre de la stratégie NEAES 2030, le RSC cherche à approfondir les enjeux de radioactivité liés aux nouvelles technologies (exploitation pétrogazière offshore profonde notamment), aux séquelles d'immersions et de dépôts historiques, et aux pertes passées. Il a validé une diffusion accrue des résultats du Rapport (public, et publié sous licence ouverte Creative commons CC-BY-SA 4.0) sur l'état de qualité 2023 concernant les radiations ionisantes dans la zone maritime OSPAR et publié trois fiches techniques dédiées. Une « Recommandation OSPAR »  impose de faire appel aux Meilleures Techniques Disponibles (MTD) et aux Meilleures Pratiques Environnementales (MPE) pour éliminer la pollution radioactive. Et les Parties contractantes à la convention doivent produire un rapport tous les six ans. 
En 2024, ce comité RSC a examiné les rapports annuels sur les rejets des secteurs nucléaire et non nucléaire, cherchant à en améliorer la lisibilité pour un public élargi, et il a avancé sur un nouvel indicateur OSPAR pour les rejets du secteur nucléaire ainsi que sur la mesure des concentrations environnementales en eau de mer. 
Selon l'association pour le contrôle de la radioactivité dans l'Ouest, si les rejets en tritium et en iode 129 de l'usine de retraitement de la Hague dans le raz Blanchard ne baissent pas significativement, l'objectif de voir les concentrations en radioéléments tendre vers zéro dans l'Atlantique Nord d'ici 2020 sera difficilement tenable. Cet objectif est d'ailleurs repoussé à 2027 ou 2028.